# Actinodaphne bourneae
Actinodaphne bourneae är en lagerväxtart som beskrevs av James Sykes Gamble. Actinodaphne bourneae ingår i släktet Actinodaphne och familjen lagerväxter. Inga underarter finns listade i Catalogue of Life.